# Pherotesia falcis
Pherotesia falcis är en fjärilsart som beskrevs av Frederick H. Rindge 1964. Pherotesia falcis ingår i släktet Pherotesia och familjen mätare. Inga underarter finns listade i Catalogue of Life.